# Джеймс Воткінс
Джеймс Томас Воткінс (англ. James Thomas Watkins) — англійський кінорежисер і сценарист. Найбільш відомий роботою у жанрі жахів, зокрема фільми «Райське озеро» (2008), «Жінка в чорному» (2012) та «Не говори зі злом» (2024).

## Кар'єра
Воткінс написав сценарій і зрежисував визнаний критиками трилер «Райське озеро» (2008) за участю Майкла Фассбендера та Келлі Рейлі. Фільм отримав нагороду за найкращий фільм жахів на церемонії вручення премії «Емпайр» 2009 року, приз журі на кінофестивалі в Сітжесі та нагороду за найкращу режисуру на фестивалі «Fantasporto».
Він також зняв фільми «Жінка в чорному» (2012) та «Не говори зі злом», що вийшов у 2024 році.
У лютому 2025 року було оголошено, що Воткінс режисуватиме фільм «Глиноликий» всесвіту DC.

## Фільмографія

### Кінофільми
| Рік  | Назва                | Режисер  | Сценарист |
| ---- | -------------------- | -------- | --------- |
| 2002 | Моє маленьке око     | Ні       | Так       |
| 2007 | Зниклі               | Ні       | Так       |
| 2008 | Райське озеро        | Так      | Так       |
| 2009 | Спуск 2              | 2nd unit | Так       |
| 2012 | Жінка в чорному      | Так      | Ні        |
| 2016 | День взяття Бастилії | Так      | Так       |
| 2024 | Не говори зі злом    | Так      | Так       |
| 2026 | Глиноликий           | Так      | Ні        |

### Телебачення
| Рік  | Назва          | Режисер | Сценарист | Автор ідеї | Епізоди            |
| ---- | -------------- | ------- | --------- | ---------- | ------------------ |
| 2016 | Чорне дзеркало | Так     | Ні        | Ні         | «Заціпся і танцюй» |
| 2018 | МакМафія       | Так     | Так       | Так        | 8 епізодів         |
| 2022 | Досьє Іпкресс  | Так     | Ні        | Ні         | 6 епізодів         |